# Zé Doca
Zé Doca es un municipio brasileño del estado de Maranhão. Se localiza en la microrregión de Pindaré, mesorregión del Oeste Maranhense. El municipio fue creado en 1988. Su población, estimada por el IBGE en 2010 era de 50160 habitantes.